# Stadtgemeinde Vilnius

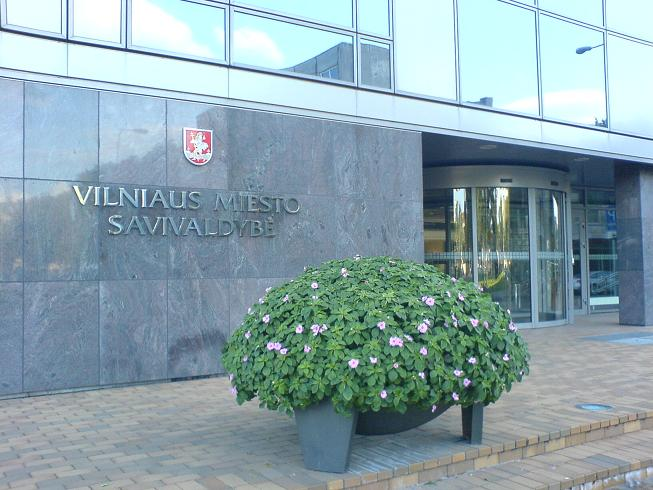
Sitz

Die Stadtgemeinde Vilnius (litauisch Vilniaus miesto savivaldybė) ist eine Stadtgemeinde in Litauen. Sie besteht aus den zwei Städten (Vilnius und Grigiškės) sowie zwei (früher drei) Dörfern im Amtsbezirk Grigiškės, in dem 18 Seen liegen.
Die politische Vertretung ist der Stadtrat Vilnius (litauisch Vilniaus miesto savivaldybės taryba). Ausführende Gewalt ist die Verwaltung der Stadtgemeinde Vilnius (litauisch Vilniaus savivaldybės administracija).

## Bürgermeister
- bis 2015: Artūras Zuokas
- 2015–2023: Remigijus Šimašius
- Seit 2023: Valdas Benkunskas (* 1984), TS-LKD

Siehe auch: Liste der Bürgermeister von Vilnius

## Vizebürgermeister
- Bis 2015: Romas Adomavičius, Jarosław Kamiński und Jonas Pinskus
- 2015–2019:
  - Linas Kvedaravičius (* 1967), LRLS
  - Gintautas Paluckas (* 1979), LSDP
- 2015–2017, 2019–2023: Valdas Benkunskas (* 1984), TS-LKD
- 2017: Edita Tamošiūnaitė (* 1976), LLRA
- Seit 2023: Donalda Meiželytė, Arūnas Šileris, Simona Bieliūnė, Andrius Grigonis

## Geschichte
1941 wurden in Vilnius die vier Stadtrajonen Lenino, Stalino, Dzeržinskio und Tarybų errichtet. 1946 wurde Vilnius zur Republikstadt. Ab 1947 gab es fünf Stadtrajonen: Dzeržinskio rajonas, Lenino rajonas, Naujosios Vilnios rajonas (1950 aufgelöst), Stalino rajonas und Tarybų rajonas.
1995 wurde die Stadtgemeinde Vilnius errichtet. 1999 wurde der Amtsbezirk Grigiškės  der damaligen Rajongemeinde Trakai der Stadtgemeinde Vilnius zugeordnet.
Seit 2006 besteht die Zentralbibliothek der Stadtgemeinde Vilnius.